# Vilhelm 2. af England
Vilhelm 2. af England (engelsk: William II, ca. 1056 – 2. august 1100) også kaldet Vilhelm Rufus eller Vilhelm den Røde og (fransk: Guillaume le Roux) var konge af England fra 26. september 1087 til sin død i 1100 med magt over Normandiet og indflydelse i Skotland. Han var mindre succesfuld i at udvide sin kontrol ind i Wales. Han var den tredje søn af Vilhelm Erobreren, og han blev ofte omtalt som Vilhelm Rufus (engelsk: William Rufus, rufus betyder "den røde" på latin), hvilket muligvis henviser til hans rødmossede udseende, eller at han havde rødt hår som barn, hvilket er mere sandsynligt.
Vilhelm havde et komplekst temperament, og kunne både være krigerisk og flamboyant. Han giftede sig ikke og fik heller ingen børn hvilket, kombineret med samtidige beretninger, har fået historikere til at fremsætte teorier om at han skulle være homoseksuel eller biseksuel. Han døde efter at være blevet ramt af en pil under en jagt under uklare omstændigheder. Indicier i adfærdet hos dem omkring ham giver en stærk formodning, der dog ikke er bevist, om at han blev myrdet. Hans yngre bror, Henrik 1. efterfulgte ham hurtigt som konge.
Historikeren Frank Barlow betragter Vilhelm som en "rubust, djævelsk soldat uden naturlig værdighed eller social ynde, uden kultiveret smag og med ringe konventionel religiøs fromhed eller moral, og ifølge hans kritikere afhængig af enhver form for last, særligt lyst og sodomi." På den anden side var en en vis hersker og sejrrig general. Barlow noterer at "hans [ridderlige] ryder og bedrifter var alle for indlysende. Han havde opretholdt god orden og tilfredsstillende retssystem i England og genoprettet fred i Normandiet. Han udvidede det angelnormanniske styre i Wales, fik gjort Skotland til en solid del af sit herredømme, genvandt Maine og opretholdt presset på Vexin."